# 史久鳌
史久鳌（1888年－1979年），字海峰，民国银行家、金融家、工业家，中国银行元老之一、中国央行香港业务的奠基人。浙江余姚县人。著名星五聚餐会主要发起人。

## 生平
籍貫为现浙江余姚城区江北，1888年生于上海。1912年，入中国银行上海分行任职员，精通鉴别银元成色。后升任中国银行上海分行副经理，宋汉章为经理。与宋在上海创办至中商业银行。外派任中国银行总行（当时中国的中央银行）与上海分行驻香港办事处负责人，任驻港处主任负责总驻港处办理发行等业务。后回任中国银行储蓄部的总经理。史亦涉猎工商业，任光大瓷业公司监察人。1948年创办当时闻名的白猫（White Cat）日化产品公司，任董事会主席。1949年后，任中国银行总管理处私股监察人。
史亦投身教育公益事业，曾创办久久小学（与银行家潘久芬合创），阳明医院（以王守仁命名，并邀请癌学家宋梧生任院长），育才孤儿院，梨洲中心（以黄宗羲命名），胜归山公墓等公益设施。
后代居于香港、美国、澳洲，达100余人。其中较著名的有外孙金乐琦，娶香港特首董建华之妹金董建平。

## 代表著作
- 《上海金融机关一览》，1920年银行周报社出版